# تتیانا ودوپیانوا
تتیانا ودوپیانوا (انگلیسی: Tetyana Vodopyanova؛ زادهٔ ۱۱ ژانویهٔ ۱۹۷۳) ورزشکار دوگانه اهل اوکراین است. وی همچنین از ورزشکاران دوگانه در بازی‌های المپیک زمستانی ۱۹۹۸ و ۲۰۰۲ بوده‌است.